# Гласинац
Гласинац (Гласиначка висораван и Гласиначко поље, раније и Гласинци) је висораван на подручју општине Соколац у источном делу Републике Српске, на планини Романији, са пространим пољем површине 22 km², дужине 7 km, на надморској висини изнад 800 метара. 
Гласинац је у далекој прошлости био раскршће важних путева који су спајали долине река Босне и Дрине. Висораван се састоји од пространих ливада и пашњака, карактеристичним за источни део Босне, чије је дно махом састављено од тврдих непропустљивих стена. Гласиначка висораван окружена је четинарским шумама и врховима Романије, Боговићке планине, Градине, Рабра, Црног врха, Копита, Кратеља
На овом подручју налазе се и значајна археолошка налазишта. Познато налазиште су и средњовековне некрополе, као што је некропола у месту које се данас зове Црквина, недалеко од раскршћа у Подроманији. По предању, ту је била црква са гробљем. Стећци су разноврсних облика, а неки су са орнаментима.
Овде је била Битка на Гласинцу (1878).
Пошто је у суши 1928. страдало много стоке, водовод је направљен 1934.

## Археологија
Гласинац је археолошко налазиште европског значаја, познато од краја XIX века. Истраживање је започело (1886—91. на Гласиначком пољу, а било је касније проширено до Праче и Дрине, па је археолошки појам (гласиначко подручје), знатно шири од географског. Евидентирано је око 50 праисторијских градина и више од 1.200 тумулуса (гробних хумки), концентрисаних у групе и некрополе, од којих су најважније: Талине, Лазе, Кусаче, Чаворине, Потпећине, Читлук, Маравићи, Плање, Брезје, Илијак, Русановићи, Госиња, Осово, Бранковићи, Сјеверско, Претежан део тумулуса је истражен, а од градина ископаване су Кусаче, Кошутица, Кадића брдо, Илијак, Лозник и неке друге.
Истраживањац су водили Ђорђе Стратимировић, Ћиро Трухелка, Вејсил Ћурчић, и највише Фрањо Фиала, а у новије време Боривој Човић и Б. Говедарица. 

### Хронологија налазишта
Хронологију гласиначких налаза израдили су Алојз Бенац и Боривој Човић. Најстарије насељавање на Гласинцу пада у енеолитско доба. Затрим следе:
 - Рано бронзано доба Гласинац I: 1800 до 1500. п. н. е.; становништво су номадски сточари, хетерогеног порекла, прилично малобројни.
 
- Средње бронзано доба Гласнац II: 1500 до 1300. п. н. е. насељеност је ретка, као и раније.
- Касно бронзано доба Гласнац III: 1300 — 800. п. н. е. настаје стабилизација, насељава се више градина, а број становника расте.
Највећи процват пада у жељезно доба
 - Гласинац IV: 800 до 500. п. н. е. и
 - Гласинац V: 500. п. н. е. до 250. п. н. е. из којег потиче највише градина и гробова и тада се дефинитивно кристалише гласиначка култура жељезног доба.
По све географском простирању она је много шира од гласиначког подручја, јер обухвата још и југозападну Србију, источну Херцеговину и Црну Гору, а Мати-култура у североној и средњој Албанији управо је јужни огранак гласиначке културе.